# Žanr (likovna umetnost)
Žanr v slikarstvu je izraz za slike, pri katerih je glavna tema človeška figura, ki ji ni vezana nobena posebna identiteta - z drugimi besedami, figure niso portreti, liki iz zgodbe ali alegorična personifikacija. Te ločimo glede na število uporabljenih: naključne figure predvsem v pokrajini ali arhitekturi. 
Žanrsko slikarstvo se lahko uporablja tudi kot širši izraz, ki zajema samo žanrsko slikarstvo in druge posebne vrste slik, kot so tihožitje, krajine, morske slike - marine in slike živali.
Koncept 'hierarhije žanrov' je bil v umetniški teoriji močan, zlasti med 17. in 19. stoletjem. Najmočnejši je bil v Franciji, kjer je bil povezan z francosko akademijo (Académie), ki je imela osrednjo vlogo v akademski umetnosti. Zvrsti v hierarhičnem vrstnem redu so:
- Zgodovinsko slikarstvo, vključno s pripovednimi, religioznimi, mitološkimi in alegoričnimi temami
- Portretno slikarstvo; 
  - upodobitve predstavnike stanov v določenem okviru dejavnosti.
  - čiste žanrske prizore v katerih nastopajo predvsem anonimni, le s stanovsko pripadnostjo zaznamovani protagonisti.
- Žanrsko slikarstvo ali prizori vsakdanjega življenja; 
  - glede na različne družbene razrede ločimo: meščanski, kmečki, aristokratski žanr
  - glede na stanovsko pripadnost pa poznamo: lovski, vojaški, glumaški...
- Krajinsko slikarstvo (krajinarji so bili po mnenju nizozemskega teoretika Samuela van Hoogstratena »običajni pešci v vojski umetnosti«), marina in mestna krajina ali veduta
- Slikanje živali
- Tihožitje